# داینیک
داینیک (انگلیسی: Dynic) شرکت تجهیزات اداری ژاپنی است، که در سال ۱۹۱۹ تأسیس شد.